# Мушников, Георгий Иустинович
Георгий Иустинович Му́шников (8 декабря 1923 — 3 февраля 1984) — участник Великой Отечественной войны, командир звена 140-го гвардейского штурмового авиационного полка 8-й гвардейской штурмовой авиационной дивизии 1-го гвардейского штурмового авиационного корпуса 2-й воздушной армии 1-го Украинского фронта, гвардии старший лейтенант, Герой Советского Союза.

## Биография
Он родился 8 декабря 1923 года в деревне Айбашево Бирского кантона Башкирской АССР в крестьянской семье. Русский.
Без отрыва от учёбы в средней школе окончил Уфимский аэроклуб в 1941 году. После окончания аэроклуба добровольно поступил в авиационное училище лётчиков в Перми.
По окончании училища был направлен на фронт в действующую армию. Принимал участие в боях с немецко-фашистскими захватчиками в составе войск Воронежского, Степного, 1-го Украинского, 2-го Украинского фронтов в качестве лётчика-штурмовика, командира звена, заместителя командира эскадрильи, командира эскадрильи.
За время Великой Отечественной войны на самолёте-штурмовике «Ил-2» совершил 185 боевых вылетов. Участвовал в боях за освобождение городов: Белгород, Курск, Харьков, Кировоград, Львов, Краков, Сандомир, Корсунь-Шевченковский, Прага, Берлин и других. Член ВКП(б)/КПСС с 1944 года.
За 111 боевых вылетов, в результате которых лично уничтожено много живой силы и техники противника, 10 апреля 1945 года Георгию Мушникову было присвоено звание Герой Советского Союза с вручением ордена Ленина и медали Золотая звезда.
После окончания Великой Отечественной войны до апреля 1958 года продолжал службу в Военно-воздушных силах СССР. За период службы в ВВС Советской Армии летал на 16-ти типах самолётов, в том числе на реактивных самолётах-истребителях, обучал молодых лётчиков.
В 1958 году, по сокращению армии, уволен в запас в звании подполковника. После увольнения в запас 20 лет работал на Уфимском машиностроительном заводе в должности контролёра, технолога, инженера, из которых 13 лет был секретарём партбюро ОТК.
Умер 3 февраля 1984 года, похоронен в городе Уфе на Южном кладбище.

## Память

Мемориальная доска Г. И. Мушникова в Уфе

- В честь Героя названа одна из улиц в микрорайоне Инорс Калининского района города Уфы.
- Его имя носила пионерская дружина школы в Бирске.
- В 2001 году в средней школе № 74 города Уфы открылся музей, посвященный Великой Отечественной войне. Он носит имя Героя Советского Союза Мушникова Г. И.
- В 2006 году за успехи в патриотическом воспитании учащихся СОШ № 74 присвоено имя Героя Советского Союза Мушникова Г. И.
- В Уфе открыли мемориальную доску Герою Советского Союза Георгию Мушникову[1].

## Награды
- Указом Президиума Верховного Совета СССР от 10 апреля 1945 года за боевые подвиги и проявленные мужество и героизм в боях с немецко-фашистскими захватчиками гвардии старшему лейтенанту Мушникову Георгию Иустиновичу присвоено звание Героя Советского Союза с вручением ордена Ленина и медали «Золотая Звезда» (№ 6074)[2][3].
- За успешное выполнение заданий Командования на фронтах Великой Отечественной войны награждён двумя орденами Красного Знамени, орденом Александра Невского, орденом Отечественной войны 1 степени, двумя орденами Красная Звезда и многими медалями.